# Hans Moderow
Hans Martin Kuno Moderow (* 30. Dezember 1877 in Stettin; † 13. November 1945 in Semlow) war ein pommerscher evangelisch-lutherischer Pfarrer und Kirchenhistoriker.

## Leben
Nach dem Theologiestudium u. a. in Greifswald war er Vikar in Bargischow, ab 1907 und bis zur Flucht vor den Engländern im September 1918 Pfarrer der deutschen Gemeinde in Haifa. Danach wurde er als Pfarrer in Berlin-Friedrichshagen, Stettin und ab 1934 in Speck bei Gollnow eingesetzt. Er war Vorstandsmitglied des Jerusalemsvereins.
Moderow war verheiratet und hatte vier Kinder, darunter Felix Moderow (1. März 1911, Haifa, – 22. November 1983, Greifswald), ein Vertreter der Bekennenden Kirche, der von 1935 bis 1937 Vikar an den evangelischen Gemeinden Jaffa und Haifa war.

## Leistungen
Gemeinsam mit Ernst Müller gab er die ersten Bände des pommerschen Pfarrerbuches heraus. Moderow starb kurz nach der Flucht aus Hinterpommern. Auf der Flucht im Februar 1945 ging das schon fertiggestellte Manuskript des auf den Regierungsbezirk Greifswald bezogenen Teils des Pommerschen Pfarrerbuchs verloren und wurde nach 1956–1973 von Hellmuth Heyden neu bearbeitet.

## Werke
- Deutsches evangelisches Leben am Karmel (= Gut deutsch und evangelisch allewege; 10), Potsdam 1910.
- Die Evangelischen Geistlichen Pommerns von der Reformation bis zur Gegenwart. Teil 1: Der Regierungsbezirk Stettin, Stettin 1903. (Digitalisat)
- Die Evangelischen Geistlichen Pommerns von der Reformation bis zur Gegenwart. Teil 2: Der Regierungsbezirk Köslin. Die reformierten Gemeinden Pommerns. Die Generalsuperintendenten, herausgegeben von Hans Moderow, bearbeitet von Ernst Müller, Stettin 1912. (Digitalisat)